# Thanh Hòa, Như Xuân
Thanh Hòa là một xã thuộc huyện Như Xuân, tỉnh Thanh Hóa, Việt Nam.
Xã có diện tích 91,87 km², dân số năm 1999 là 1813 người, mật độ dân số đạt 20 người/km².